# SRET 1
SRET 1 (französisch Satellite des Recherches et d'Etudes Technologiques, auch MAS (Maly Awtomatitscheski Sputnik)) war ein französischer Testsatellit.

## Mission
SRET 1 hatte die Form eines achtseitigen Polyeders mit einem Durchmesser von 50,9 cm und einem Gewicht von 15,9 kg. Um verschiedene Solarzellentypen testen zu können, waren zwei Seiten mit Cadmiumsulfid-Zellen und zwei weitere Seiten mit Cadmiumtellurid-Zellen versehen. Um trotz eines Ausfalls die gewünschte Leistung für das Experiment zu erhalten, waren die restlichen vier Seiten mit herkömmlichen Silizium-Zellen ausgestattet.
Der Start erfolgte am 4. April 1972 gemeinsam mit dem sowjetischen Kommunikationssatelliten Molnija-1 20 auf einer Molnija-Trägerrakete vom Kosmodrom Plessezk. Bei diesem Start handelte es sich um den ersten französischen Satelliten, welcher mit einer sowjetischen Trägerrakete gestartet wurde.

## Nachfolger
Als Nachfolger der SRET-Reihe startete am 5. Juni 1975 SRET 2 ins All.